# Груздев, Дмитрий Николаевич
Дми́трий Никола́евич Гру́здев (род. 13 марта 1986, Целиноград) — казахстанский шоссейный велогонщик, выступающий за команду мирового тура «Astana Pro Team». Трёхратный чемпион Казахстана в индивидуальной гонке. Двукратный чемпион Азии в индивидуальной гонке (2014, 2017) и двукратный чемпион Азии в командной гонке с раздельным стартом (2017, 2019).

## Достижения
2005
Чемпионат Азии
3-й  Групповая гонка
2006
Азиатские игры
1-й  Командная гонка
2007
Чемпионат Казахстана
2-й  Индивидуальная гонка
2008
6-й Тур Хайнаня
1-й Пролог
2009
Чемпионат Казахстана
3-й  Групповая гонка
2010
Чемпионат Азии
6-й Групповая гонка
2011
Чемпионат Казахстана
1-й  Индивидуальная гонка
Чемпионат Азии
2-й  Индивидуальная гонка
5-й Групповая гонка
2-й Тур озера Цинхай
2012
Чемпионат Казахстана
1-й  Индивидуальная гонка
1-й  Тур Хайнаня
1-й Этап 7
Чемпионат Азии
2-й  Индивидуальная гонка
Чемпионат мира
6-й Индивидуальная гонка
2013
7-й Тур Алматы
2014
Чемпионат Азии
1-й  Индивидуальная гонка
3-й  Групповая гонка
2016
Чемпионат Казахстана
1-й  Индивидуальная гонка
1-й Этап 2 (КГ) Вуэльта Бургоса
2017
Чемпионат Азии
1-й  Индивидуальная гонка
1-й  Командная гонка
2019
Чемпионат Азии
1-й  Командная гонка

## Статистика выступлений

### Гранд-туры
| Гонка           | 2013 | 2014 | 2015 | 2016 | 2017 | 2018 |
| --------------- | ---- | ---- | ---- | ---- | ---- | ---- |
| Джиро д'Италия  | 146  | —    | —    | —    | —    | —    |
| Тур де Франс    | —    | 130  | 131  | —    | 115  | НФ   |
| Вуэльта Испании | —    | —    | —    | 119  | —    | —    |

| —  | Не участвовал  |
| НФ | Не финишировал |